# Be Quick or Be Dead
Be Quick or Be Dead è un singolo del gruppo musicale britannico Iron Maiden, pubblicato il 13 aprile 1992 come primo estratto dal nono album in studio Fear of the Dark.

## Descrizione
Il brano è una severa condanna ai numerosi scandali politici scoppiati nel periodo in cui è stata scritta la canzone tra cui spicca lo scandalo bancario di Robert Maxwell. Contrariamente a quanto può sembrare a prima occhiata la traduzione del titolo non è "sii veloce o sei morto", bensì "(che) sia vivo o sia morto". Il verbo to be così coniugato indica infatti il congiuntivo, mentre quick, che in effetti significa anche "veloce", in questo caso ha origine dall'anglosassone cwic, che significa "vivo".
Il singolo contiene le b-side Nodding Donkey Blues, Space Station #5 (cover di un brano dei Montrose) e Bayswater Ain't a Bad Place to Be, una commedia recitata da Bruce Dickinson (accompagnato dalla chitarra acustica di Janick Gers) in cui imita e deride il manager Rod Swallwood.

## Tracce
1. Be Quick or Be Dead – 3:25 (Bruce Dickinson, Janick Gers)
2. Nodding Donkey Blues – 3:19 (Iron Maiden)
3. Space Station #5 – 3:47 (Sammy Hagar, Ronnie Montrose) – originariamente interpretata dai Montrose
4. Bayswater Ain't a Bad Place to Be – 8:05 (Bruce Dickinson, Janick Gers)

## Formazione
- Bruce Dickinson – voce
- Janick Gers – chitarra
- Dave Murray – chitarra
- Steve Harris – basso
- Nicko McBrain – batteria

## Classifiche
| Classifica (1992) | Posizione massima |
| ----------------- | ----------------- |
| Australia         | 47                |
| Belgio (Fiandre)  | 47                |
| Germania          | 32                |
| Norvegia          | 3                 |
| Nuova Zelanda     | 12                |
| Paesi Bassi       | 26                |
| Regno Unito       | 2                 |
| Svezia            | 15                |
| Svizzera          | 15                |